# David Mullikas
David Mullikas (* 26. März 1987 in Braunschweig) ist ein deutsch-estnischer Schauspieler.

## Leben und Karriere
David Mullikas wurde von 2008 bis 2011 an der Schule für Schauspiel in Hamburg ausgebildet.
Seit 2010 wirkte er in mehreren Theateraufführungen mit, trat u. a. am Theater Hameln und im Mecklenburgischen Landestheater Parchim auf.
Einem breiteren Publikum wurde der Darsteller 2014 durch die Rolle des rechtsgerichteten, homosexuellen Daniel Kramer in der Lindenstraße bekannt. Eine Hauptrolle erhielt er in dem Kinofilm What You Want Is Gone Forever.

## Filmografie (Auswahl)
- 2010: Open (Kurzfilm)
- 2013: Mitbewohner gesucht (Kurzfilm)
- 2014: Lindenstraße (Fernsehserie)
- 2014: Red Dogz (Kurzfilm)
- 2015: What You Want Is Gone Forever
- 2016: Und dann kam Sheena (Kurzfilm)
- 2018: Mit im Bund (Kurzfilm)
- 2018: Morden im Norden: Der letzte Kuss (Fernsehserie)
- 2019: Remus (Kurzfilm)
- 2019: Von Früher (Kurzfilm)
- 2020: Notruf Hafenkante: Unter der Gürtellinie (Fernsehserie)
- 2021: Milan (Kurzfilm)
- 2021: Der Dänemark-Krimi: Rauhnächte (Filmreihe)
- 2022: Stralsund: Die rote Linie (Fernsehreihe)
- 2023, 2025: In aller Freundschaft (Fernsehserie, drei Folgen)
- 2023: Hotel Mondial (Fernsehserie, drei Folgen)
- 2025: SOKO Stuttgart: Tod eines Apothekers (Fernsehserie)

## Theater
- 2010: Tartuffe, Bühne der SfSH
- 2011: Der fröhliche Weinberg, Mecklenburgisches Landestheater Parchim
- 2011: Die Räuber, Die Theatermacher - Tournee
- 2011: Emilia Galotti, Theater Hameln
- 2017: und jetzt?, Thalia Theater Gaußstrasse
- 2018: The Island, Thalia Theater Gaußstrasse
- 2019: Von Liebe und Hass,Thalia Theater Gaußstrasse